# Scott Barron (Tennisspieler)
Scott Barron (* 27. August 1974 in Dublin) ist ein ehemaliger irischer Tennisspieler.

## Werdegang
Barron konnte sich nie auf einer höheren Profiebene wie etwa der ATP Challenger Tour durchsetzen. Auch für Grand-Slam-Turniere hatte er sich nie qualifiziert.
Er nahm an jedoch an den Olympischen Spielen 1996 in Atlanta teil, wo er an der Seite von Owen Casey in der Doppelkonkurrenz spielte. Gegen die Kanadier Grant Connell und Daniel Nestor mussten sich Casey und Barron jedoch klar in zwei Sätzen geschlagen geben.
Barron bestritt zwischen 1993 und 2001 insgesamt 17 Begegnungen für die irische Davis-Cup-Mannschaft. Dabei ist seine Einzelbilanz mit 11:11 ausgeglichen, seine Doppelbilanz mit 6:2 positiv. 